# Belfahy
Belfahy település Franciaországban, Haute-Saône megyében. Lakosainak száma 84 fő (2022. január 1.). Belfahy Servance-Miellin, Plancher-les-Mines, Servance és Miellin községekkel határos.

## Népesség
A település népességének változása:
| Lakosok száma | 79   | 79   | 83   | 81   | 83   | 85   | 86   | 86   | 84   |
|               | 2013 | 2015 | 2016 | 2017 | 2018 | 2019 | 2020 | 2021 | 2022 |